# Les Foufounes Électriques
Les Foufounes Électriques est un bar situé sur la rue Sainte-Catherine à Montréal, largement reconnu comme le temple de l'underground montréalais. D'abord un lieu d'expression de la culture punk, il s'y est développé une tradition de « peinture en direct » où des artistes réalisent une œuvre sous forme de performance. 
Avec le temps, « Les Foufs » sont devenues une véritable institution de la culture underground québécoise, au point d'être comparées au célèbre CBGB, de New-York.

## Origine du nom
"Les Foufounes Électriques" peut se traduire par "les fesses électriques",. Le nom de Foufounes Électriques apparaît en 1983, après que le bar ait été nommé Zoobar, puis Clochards Célestes (inspiré d'un roman de Jack Kerouac). Le nom a pour origine une habitude des fondateurs d'exposer leurs fesses peintes et imprimées, sur des écrans de vieux téléviseurs.

## Histoire

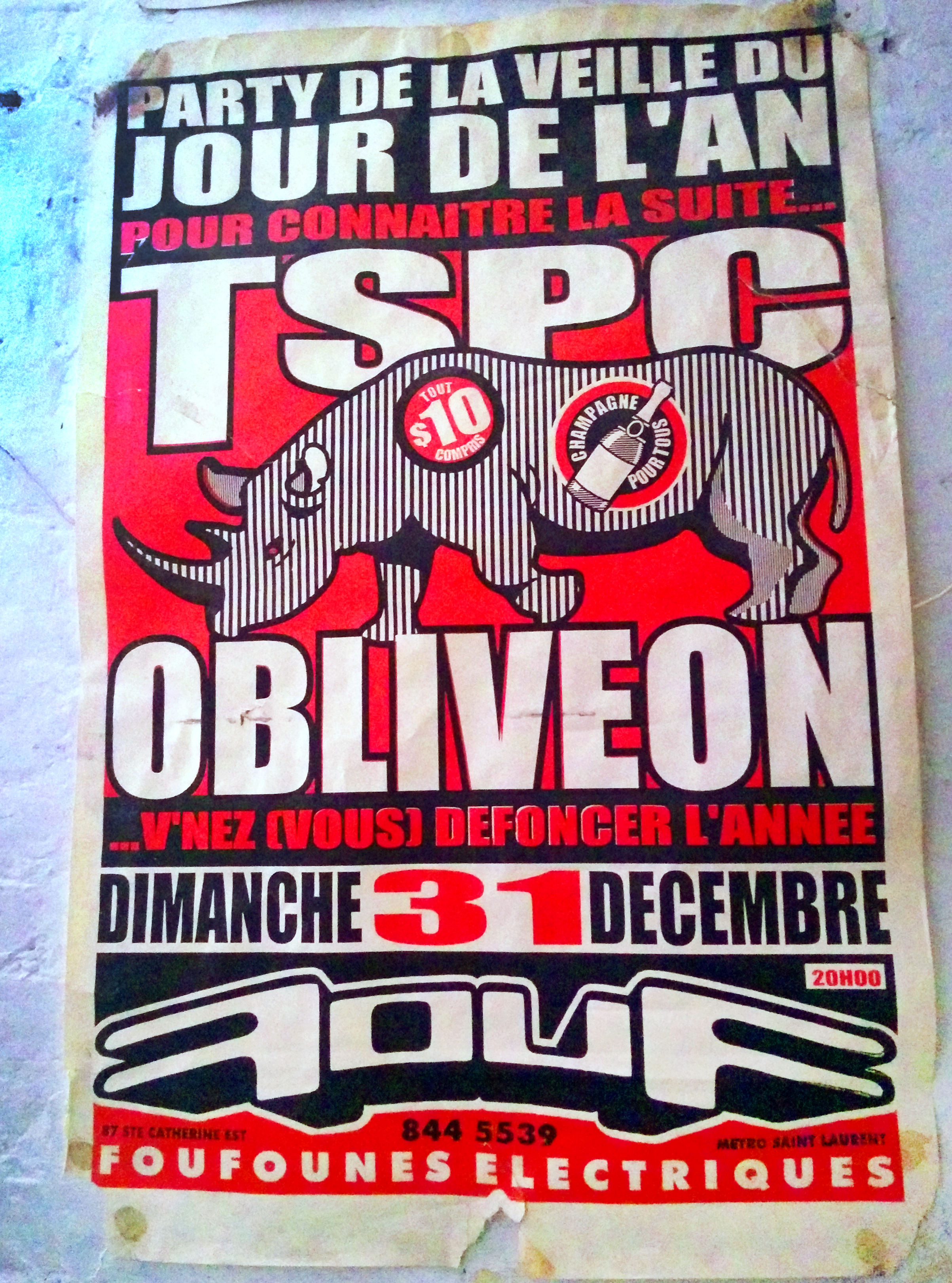
Affiche pour le nouvel an de 1996, avec Obliveon

L'endroit est fondé en 1983 dans un petit local de la rue Sainte-Catherine par Normand Boileau, François Gourd et Bernard Paquet. Sa localisation, en plein Red light montréalais, non loin de l'Université du Québec à Montréal et de l'ancien Square Berri, favorise sa popularité auprès de la faune underground. Les Foufs ont connu de nombreuses expansions au fil des années; ainsi, la terrasse du rez-de-chaussée fut construite sur un ancien terrain vague.
Le bar fut brièvement forcé de fermer ses portes pendant près de 6 mois en 1993-94, à cause d'une accumulation de dettes, du harcèlement et de la méfiance des autorités municipales. S'ensuivit un tollé de la clientèle et de nombreux artistes locaux. Enfin, un nouvel investisseur permit au bar de reprendre ses activités.  Le bar a été victime de répression policière sérieuse au cours des années 1990: « À l'époque, les Foufs avaient la police au cul ».
Depuis son ouverture, le bar fait figure d'épicentre de la culture punk, gothique et alternative de Montréal. Plusieurs artistes mondialement reconnus s'y sont produits sur scène, incluant Nirvana, Marianne Faithful, Green Day et Queens of the Stone Age, ce qui permet la comparaison avec le mythique bar new-yorkais CBGB ,.
« Jadis théâtre de discussions et de révoltes culturelles, les Foufs ont vu grandir des pionniers de l'alterno québécois comme Grim Skunk, Groovy Aardvark et Overbass, et ont accueilli des artistes internationaux tels que Nirvana, Hole et les Smashing Pumpkins avant même qu'ils ne deviennent connus ».
Les Foufounes Électriques ont aussi permis l'émergence de nombreux artistes, comme Vilain Pingouin, Tragically Hip, les Cowboy Junkies et Jean Leloup.

## Aspects des lieux
À ses débuts, le bar était situé sur un seul étage (au deuxième), et on n'y retrouvait qu'un comptoir et une petite scène de spectacle. Avec  le temps, Les Foufounes Électriques prennent de l'expansion: le bar se retrouve maintenant sur quatre étages (sous-sol, rez-de-chaussée, premier étage et second étage, où se trouvent une mezzanine et des bureaux administratifs). Le bar dispose de quatre stations de distribution de produits alcoolisés et deux scènes de spectacles. En 2008, le bar pouvait accueillir plus de 2 000 personnes.

## Évènements mémorables
Le bar a pour créneau musical le rock alternatif, mais demeure ouvert à des styles allant du métal industriel au reggae. Il est aussi connu pour ses « soirées de peinture en direct, de bandes dessinées en direct, de peinture en direct sur fessiers, la construction d'une course de mini-golf où chaque trou était signé par un artiste local, des cours de dessins de l'UQAM avec modèle nu, de la sculpture en direct et plusieurs expositions d'art. »
Le groupe Nirvana s'y est produit en 1991, avant d'être connu du grand public. Le bar a aussi accueilli les Smashing Pumpkins, Cowboy Junkies, Tragically hip, Pixies, Primus, Nine Inch Nails, Front 242, LL Cool J, Marianne Faithfull, Béruriers Noirs, Bootsauce, ainsi que Vilain Pingouin, Les parfaits salauds, Jean Leloup, Groovy Aardvark, Overbass, Grimskunk, Burning The Oppressor et Colectivo. 

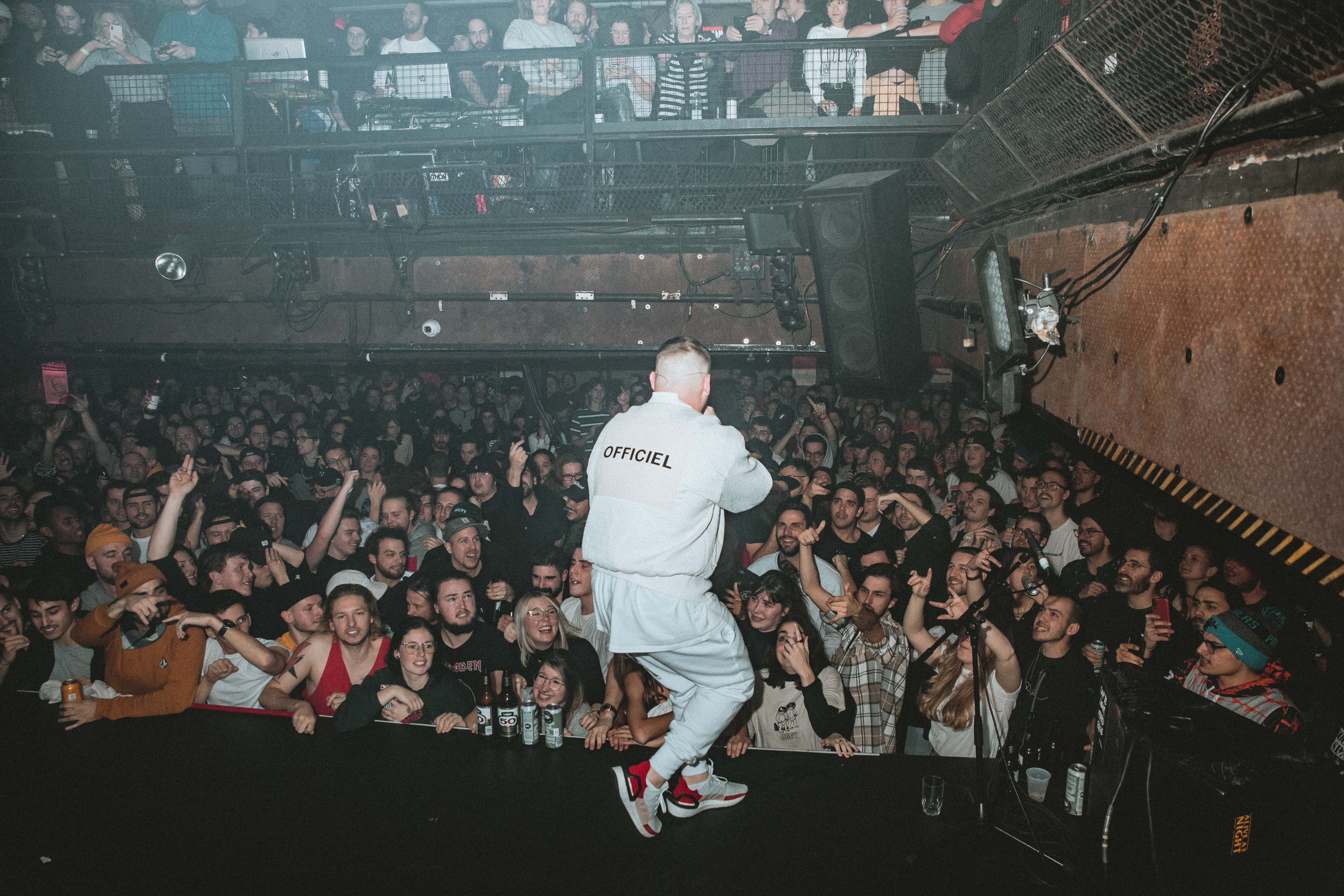
Lary Kidd aux Foufounes Électriques à Montréal lors de son lancement d'album « Surhomme » le 15 novembre 2019.

Les Foufounes Électriques ont connu deux fermetures : la première a lieu en 1993, en grande partie due à une mauvaise gestion financière qui a laissé l'entreprise dans un gouffre financier de plus de 600 000 $. La fermeture de 1994 est plus contestée car elle est liée à la Régie des Alcools du Québec qui répond à la pression des policiers du SPVM.

## Lieu d'appropriation collective
Les Foufounes Électriques et ses environs vacants sont le symbole d'une appropriation collective d'un lieu de rassemblement des jeunes punks de la rue.  À partir de 1992, l'année du 350e anniversaire de la Ville de Montréal, l'espace occupé par ces jeunes fut peu à peu repris sous le contrôle de la ville au moyen de nombreuses interventions policières.
La culture de l'établissement que représente les Foufounes Électriques tend à appartenir à plusieurs groupes tels que « les Beatniks, les Hippies, les New Waves, les Punks, les Grunges, les Skinheads, les Gothiques, les Ravers, les Emos, etc. »
Selon Marianne Palardy, Les Foufounes Électriques est passé d'une sous-culture underground à une sous-culture overground; c'est-à-dire qu'elle fut d'abord underground, mais qu'elle est sortie de son obscurité afin d'être diffusée à un plus large public. Le bar, longtemps un lieu où tous n'étaient pas bienvenus, était surtout ouvert aux marginaux; il est aujourd'hui ouvert à tous sans discrimination.
Le bar est devenu une attraction touristique plus mainstream par phénomène de mode et récupération marchande des symboles des cultures underground. À une certaine époque, sa clientèle faisait face à une certaine forme d'étiquetage social, en tant que déviants ou socialement menaçants; les policiers y faisaient des visites surprises. « Sylvain Houde nous explique: « Ils (les policiers) étaient vraiment sur notre cas. Je sais pas. On avait comptabilisé et c'était 400 visites en une année, ça veut dire plus qu'une fois par jour. C'était 8 ou 10 flics qui rentraient super intimidants. ( ... ) Il y avait un acharnement ». »

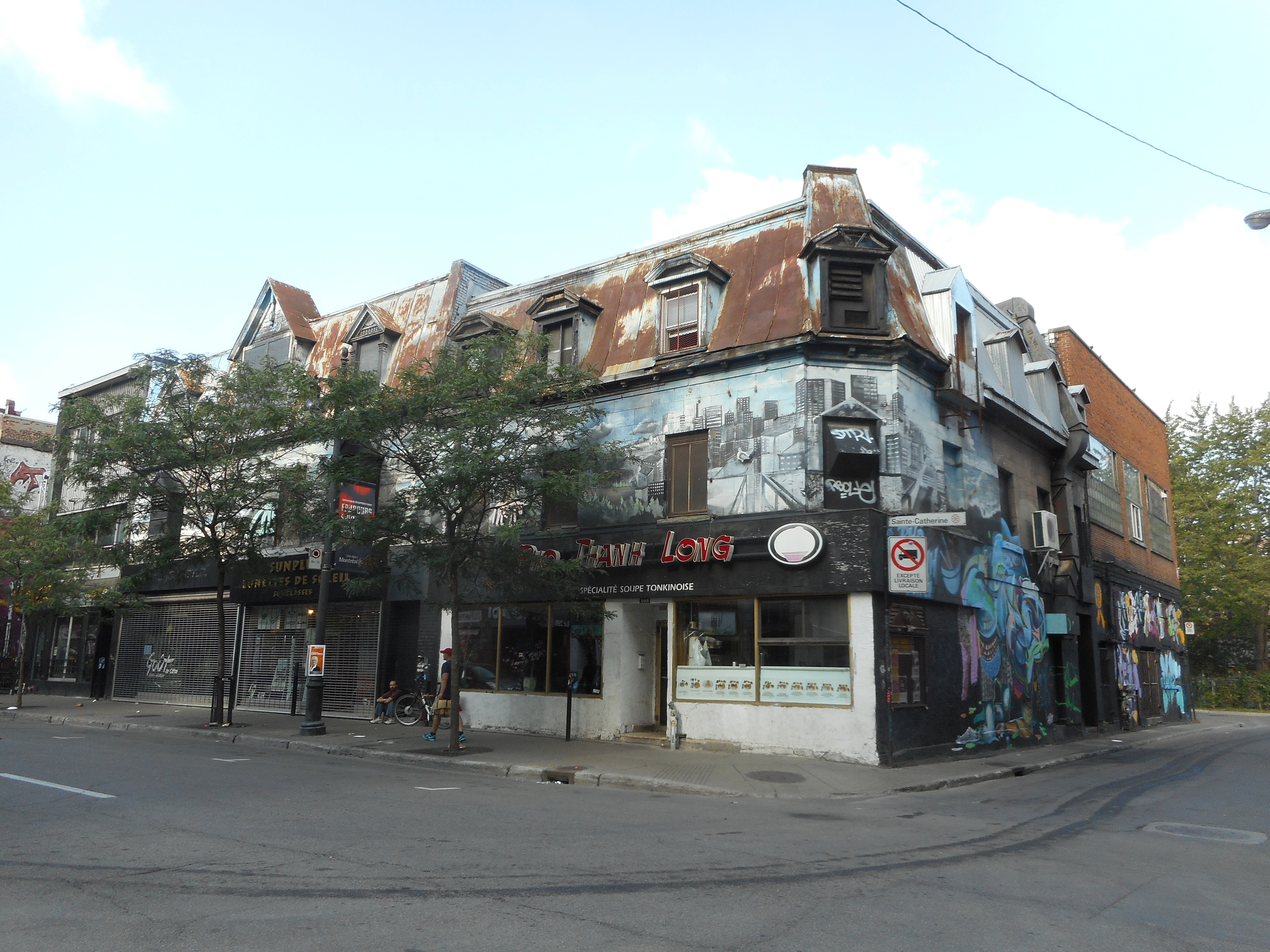
Côté Est du bâtiment, menant vers l'entrée arrière
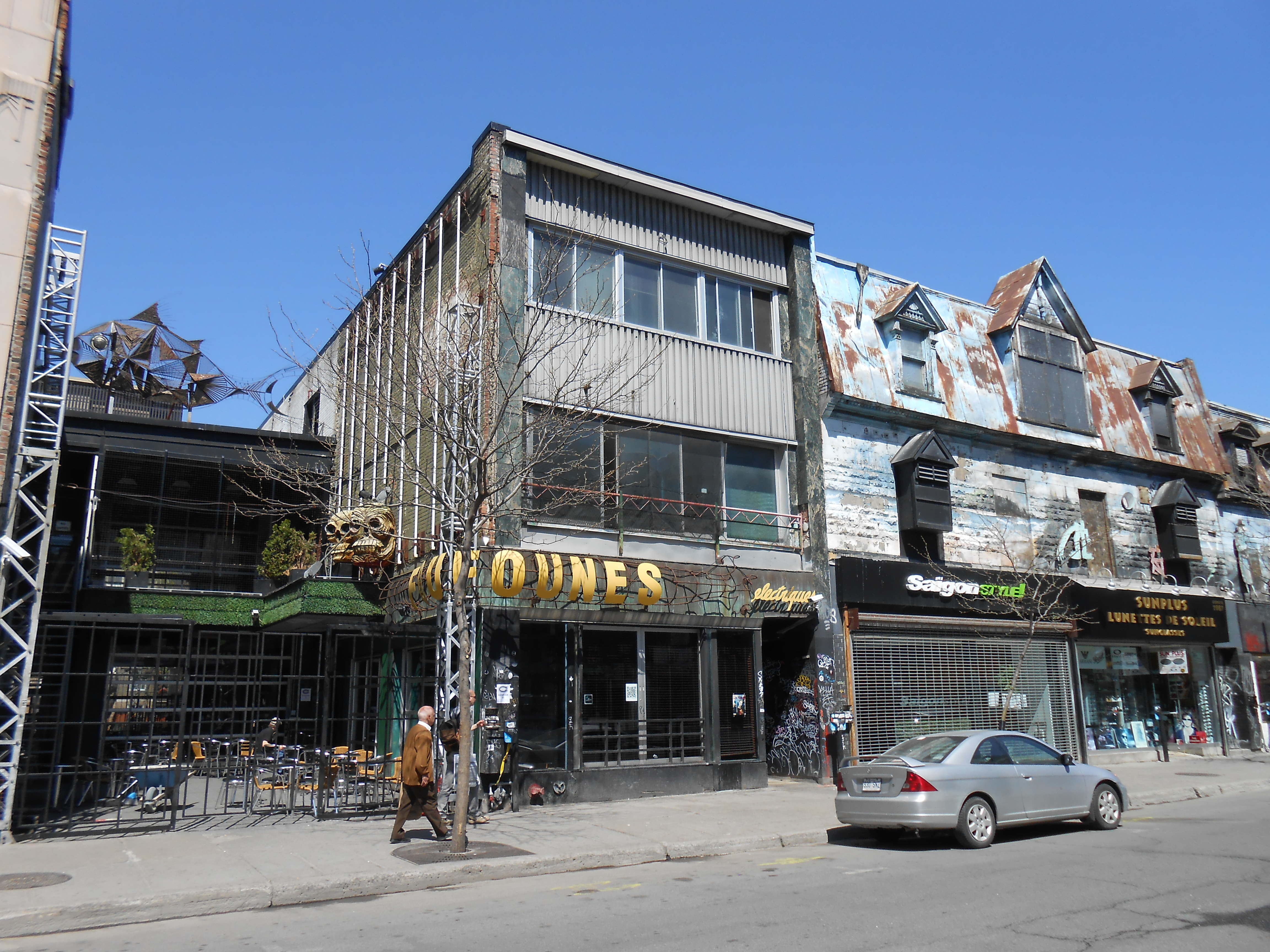
Façade de jour
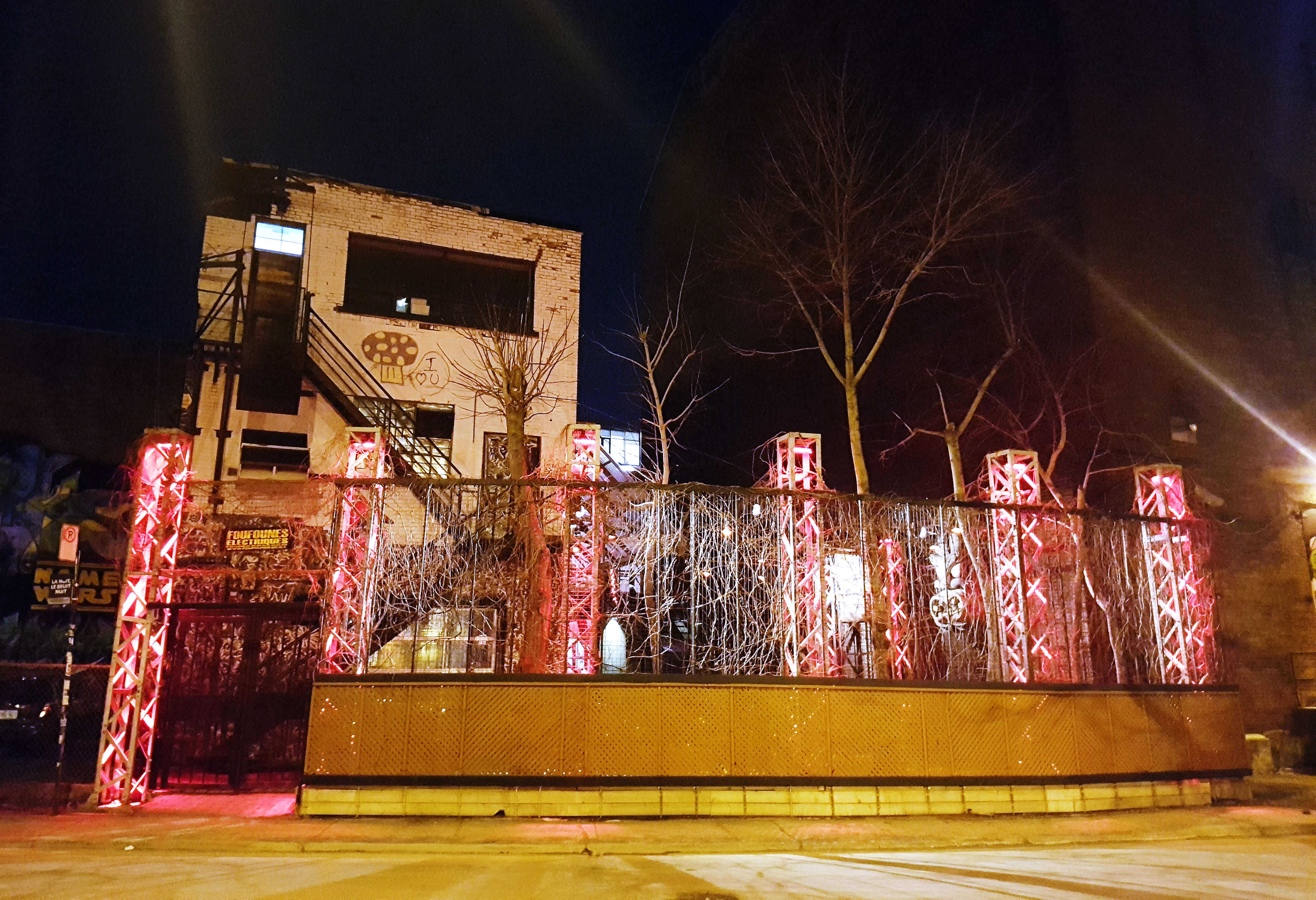
Entrée arrière, de nuit
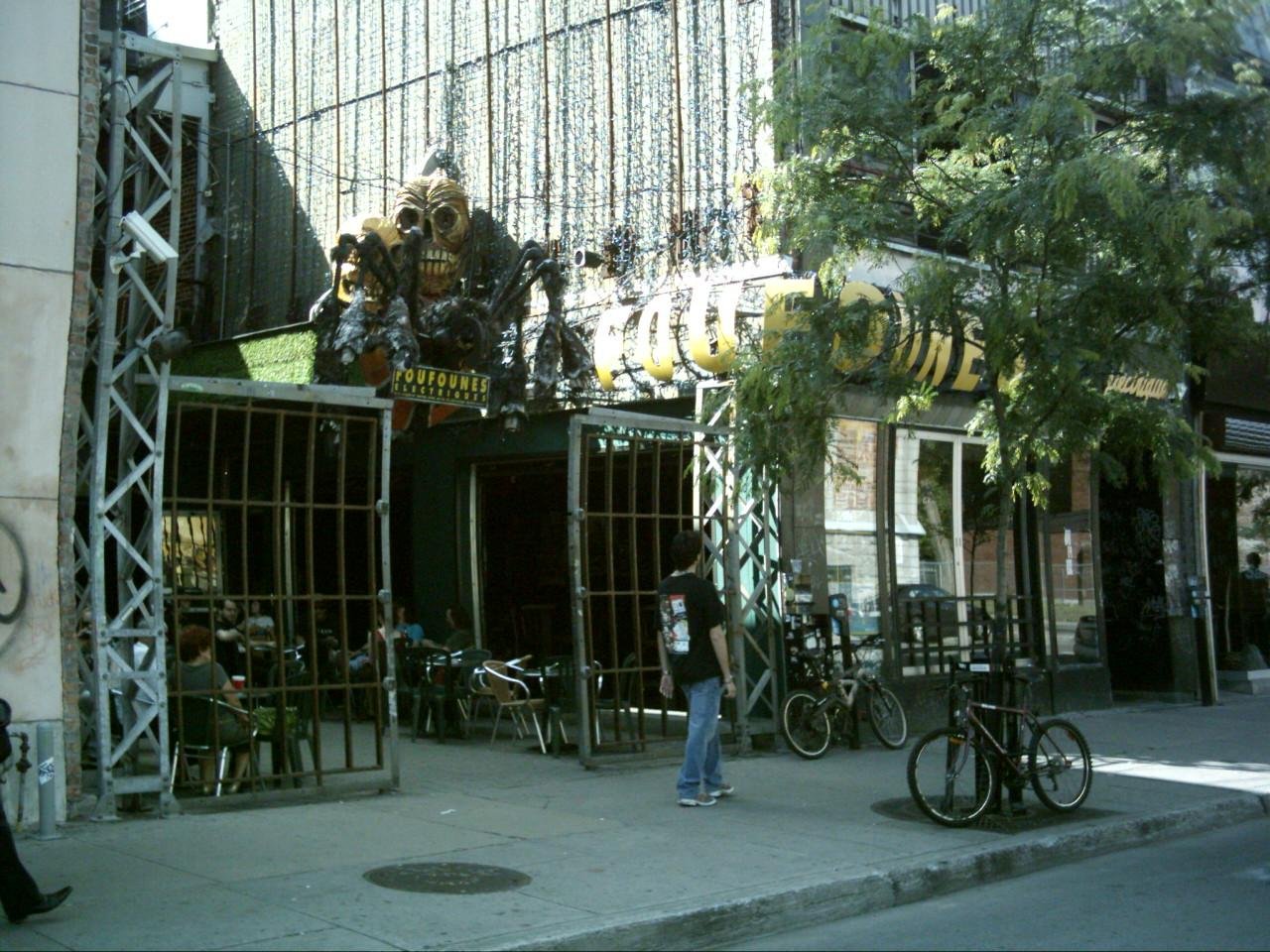
Façade de jour